# 共和镇 (鹤山市)
共和镇，是中华人民共和国广东省江门市鹤山市下辖的一个乡镇级行政单位。

## 行政区划
共和镇下辖以下地区：
共兴社区、铁岗社区、南坑村、平汉村、大凹村、来苏村、泮坑村、良庚村、民族村、里元村和新连村。